# سكاي ترين مطار سوكارنو هاتا
سكاي ترين مطار سوكارنو هاتا (بالإندونيسية: Kalayang Bandara Soekarno–Hatta) هو نظام نقل آلي بدون سائق، يعمل على خطوط تبلغ أطوالها 3.05 كيلومتر، ويعمل على توصيل ركاب محطات مطار سوكارنو هاتا الدولي 1 و2 و3 ومحطة مطار سوكارنو هاتا الدولي مجانًا. يستغرق التنقل عبر سكاي ترين 5 دقائق من محطة إلى أخرى، مع الحاجة إلى 7 دقائق للانتقال من المبنى 2 إلى المبنى 3.

## النظام
يستخدم النظام مترو المطار الآلي المؤتمت بواسطة نظام مطاطي تم تصنيعه بواسطة شركة لين الصناعية المملوكة للدولة بالتعاون مع صناعات ووجين الكورية الجنوبية. تعمل ثلاث وحدات من القطارات مع كل وحدة قطار تتكون من حافلتين. هما قادرتان على نقل 176 راكبا في رحلة واحدة. يسافر القطار بسرعة 60 كيلومترًا في الساعة ومجهزًا بتكنولوجيا النقل الآلي.

## المحطات

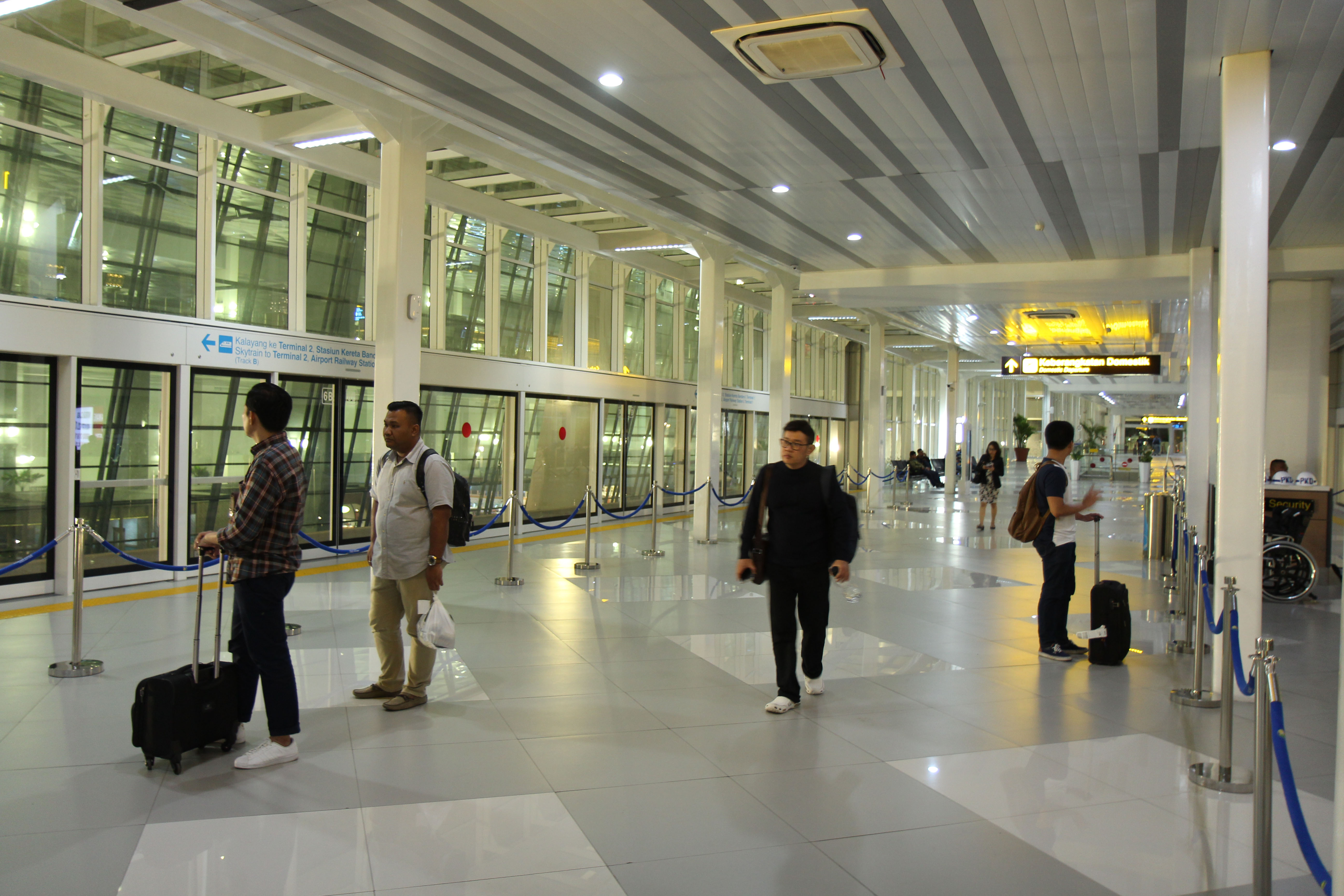
محطة سكاي ترين في المبنى 3 بمطار سوكارنو هاتا الدولي (2018)

هناك 4 محطات يخدمها سكاي ترين المطار. الصالة 1 و2 و3 لكل منها محطة واحدة. تم دمج خدمة نقل المطار سكاي ترين إلى محطة سكة حديد شيا، حيث يمكن للمسافرين السفر بسهولة من وإلى مركز مدينة جاكرتا بواسطة سكة حديد مطار سوكارنو هاتا.
يمكن الوصول إلى جدول تشغيل سكاي ترين عبر الإنترنت ومن خلال موقع مطار إندونيسيا وتطبيق الهاتف الذكي. تم تجهيز جميع محطات سكاي ترين بأبواب شاشة منصة ولها شاشات بلازما تعرض وقت وصول القطار التالي في الوقت الفعلي. تم تشغيل سكاي ترين ابتداءً من 17 سبتمبر 2017.

## خطط مستقبلية
سيتم تمديد خدمات سكاي ترين إلى المبنى الرابع الجديد المخطط له ومنطقة سكاي هوب (المنطقة التجارية) في المرحلة الثانية من مشروع النقل الآلي. ثم سيتم توصيله بمبنى المباني المتكاملة، المبنى 1، 2، 3.